# Lord Peter Wimsey
Lord Peter Death Bredon Wimsey ist eine literarische Figur der englischen Kriminalschriftstellerin Dorothy Leigh Sayers. Er ist der Protagonist in elf Romanen und einer Anzahl von Kurzgeschichten. Als Amateurdetektiv klärt er Kriminalfälle auf, meistens Morde. Sein ererbter Wohlstand verschafft ihm die notwendige Freizeit, seinen detektivischen Interessen nachzugehen, und seine Herkunft aus adeliger Familie Zugang zu den interessantesten Personen und Fällen. Die Geschichten erzählen das Leben Lord Peters als das einer zur Zeit der Veröffentlichung zeitgenössischen Person. Sein fiktives Geburtsdatum liegt im Jahr 1890.

## Fiktionales Leben
Lord Peter Wimsey ist der zweite Sohn von Mortimer Gerald Bredon Wimsey, 15. Herzog von Denver, und von Honoria Lucasta, Tochter des Francis Delagardie of Bellingham Manor, Hampshire. Seine Geschwister sind Gerald Christian, 16. Herzog von Denver, verheiratet mit seiner Kusine Helen, und Lady Mary, die später einen Kriminalinspektor von Scotland Yard, Charles Parker, heiratet und mit ihm zwei Kinder bekommt.
In The Attenbury Emeralds, verfasst von Jill Paton Walsh 2010, erbt Peter Wimsey den Titel als 17. Herzog von Denver von seinem älteren Bruder Gerald nach dessen Tod 1951. Dessen Sohn, Viscount St. George, der nächste Erbe des Titels, war als Kampfpilot im Zweiten Weltkrieg gefallen.
Peter Wimsey besuchte das Eton College und erwarb 1912 den Bachelor of History am Balliol College (Oxford). Dort war er ein herausragender Kricketspieler. Später sammelte er Inkunabeln. Er ist unter anderem der Autor von Notes on the Collection of Incunabula und The Murderer’s Vademecum.
Die Wimsey-Romane entstanden im Zeitraum zwischen den Weltkriegen, einige erzählen darüber hinaus das Leben Lord Peters bis in den Zweiten Weltkrieg hinein, in dem er und sein Diener Bunter für den Geheimdienst arbeiten. Schon im Ersten Weltkrieg war er für den britischen Geheimdienst, letzter Dienstgrad Major, tätig. Eine große Rolle spielen in den Romanen die Kriegserlebnisse von Wimsey, unter denen er viele Jahre leidet. Sein Kriegskamerad und treuer Diener Mervyn Bunter, sein Freund Inspektor Charles Parker, später auch seine Frau Harriet Deborah Vane, eine Kriminalautorin, begleiten und unterstützen ihn bei seiner Detektivarbeit. Lord Peter und Harriet Vane haben drei Söhne: Bredon, Paul und Roger.

## Kunstgriff der Kriminalliteratur
Eines der grundlegenden Probleme von Kriminalromanen des 19. und frühen 20. Jahrhunderts war die soziale Schichtzugehörigkeit des Ermittelnden. Polizeiangestellte entstammten typischerweise den unteren sozialen Schichten und weder im 19. Jahrhundert noch im frühen 20. Jahrhundert war es in den Vereinigten Staaten oder in Großbritannien realistisch vorstellbar, dass ein Angehöriger dieser Schicht ungehemmt im oberen Milieu ermitteln würde oder könnte. In den Vereinigten Staaten markierte die soziale Grenze dabei der materielle Wohlstand, in Großbritannien die Zugehörigkeit zur Adelsschicht. Gleichzeitig trafen jedoch insbesondere Kriminalromane mit einer Handlung unter den Angehörigen der oberen Schichten auf ein besonderes Leseinteresse. Die US-amerikanische Autorin Anna Katharine Green führte mit ihrem Kriminalroman That Affair Next Door (erschienen 1897) erstmals eine Lösung dieses Problems ein, die von späteren Kriminalautoren mehrfach aufgegriffen wurde. Dem ermittelnden Polizeiinspektor wird eine weitere Figur an die Seite gestellt, die dieser Schicht angehört. Die Figur des Lord Peter Wimsey ist eine Abwandlung dieses Kunstgriffs. Lord Peter Wimsey ist in Dorothy Sayers Romanen die Hauptfigur, die durch Inspektor Parker ergänzt wird.

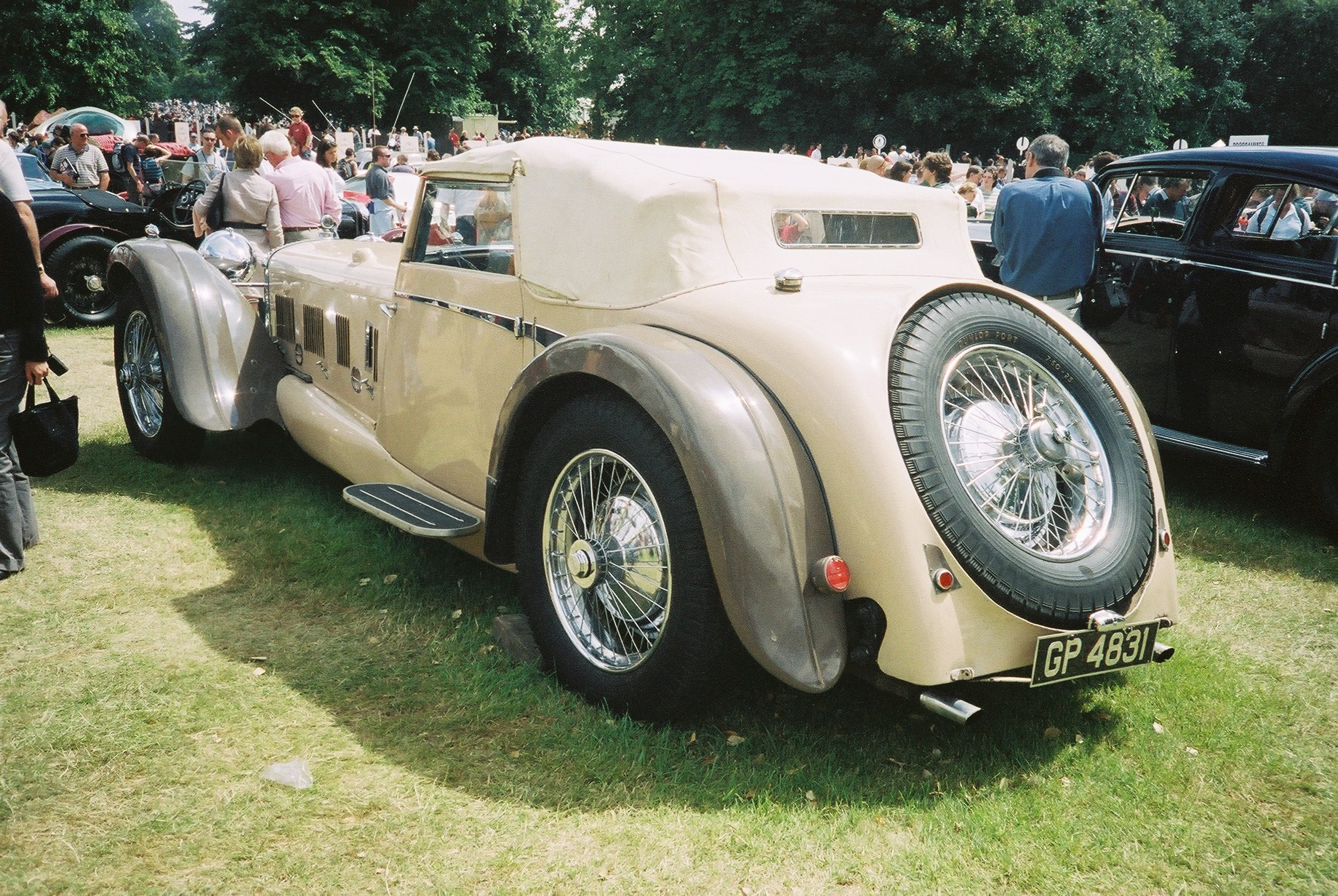
Ein Daimler-Modell, mit dem Sayers ihren Protagonisten ausstattete

Sayers selber begründete die Schaffung dieser Figur jedoch auch mit einer Form von Eskapismus vor der eigenen Lebenssituation.

„Lord Peters hohes Einkommen… das habe ich ihm ganz bewusst gegeben… Es kostete mich letztlich nichts, und zu dieser Zeit war ich finanziell in besonderem Maße beschränkt. Es bereitete mir Freude, sein Vermögen für ihn auszugeben. Wenn ich mit meiner unmöblierten Einzimmerwohnung unzufrieden war, dann habe ich ihm eine luxuriöse Wohnung am Piccadilly verschafft. Wenn mein billiger Teppich ein Loch bekam, dann habe ich für ihn einen kostbaren aus Aubusson bestellt. Wenn ich nicht mal so viel Geld besaß, um mir auch nur eine Busfahrkarte zu kaufen, habe ich ihm einen Daimler mit Ledersitzen geschenkt und, wenn mir langweilig war, ihn damit herumfahren lassen. Ich kann diese preiswerte Methode des Geldausgebens all denjenigen aus ganzem Herzen empfehlen, die mit ihrem Einkommen unzufrieden sind. Es erleichtert das Gemüt und schadet niemandem.“

Peter Wimsey zählt mit seiner Herkunft, seinem Einkommen und seiner Lebensart zu den sogenannten „Gentleman detectives“, die für das sogenannte Goldene Zeitalter des Kriminalromans typisch sind. Der „Gentleman detective“ ist ein Amateurdetektiv, den nicht finanzielle Interessen antreiben, sondern seine Lust an der Aufklärung eines Kriminalfalls. Mit Wimsey vergleichbare Figuren sind Ngaio Marshs Roderick Alleyn und Agatha Christies Protagonisten Miss Marple und Hercule Poirot. Auch Margery Allinghams Albert Campion zählt zu den Figuren. Nach Ansicht von Martha Hailey Dubose ist letztere Figur sogar maßgeblich von Wimsey geprägt.
Dorothy L. Sayers legte Peter Wimsey als eine komplexe und vielschichtige Persönlichkeit an: Er wird von Sayers als redselig und gelegentlich albern dargestellt. In dem 1929 erschienenen Roman Strong Poison bezeichnet er sich selber als Possenreißer. Er fühlt sich gleichzeitig jedoch auch einem eigenen Moralkodex verpflichtet, der ihn am Ende eines Falls häufig in Schwermut fallen lässt.

## Fernsehserie
Fünf der Geschichten wurden zwischen 1972 und 1975 in Großbritannien unter dem Titel Lord Peter Wimsey als insgesamt 21-teilige Fernsehserie verfilmt. Ian Carmichael spielte darin die Titelrolle. Die Serie lief ab 1977 auch im deutschen Fernsehen.
Übersicht der Fernsehfilme:
- 1972: Diskrete Zeugen (Clouds of Witness)
- 1972: Ärger im Bellona-Club (The Unpleasantness at the Bellona Club)
- 1973: Mord braucht Reklame (Murder Must Advertise)
- 1974: Der Glocken Schlag (The Nine Tailors)
- 1975: Fünf falsche Fährten (Five Red Herrings)

1987 wurden drei weitere Geschichten (Strong Poison, Have His Carcase und Gaudy Night) verfilmt, in denen Edward Petherbridge die Rolle des Lord Peter Wimsey übernahm.

## Kriminalromane und Sammlungen von Kurzgeschichten mit Peter Wimsey als Protagonist
- Whose Body?, Roman. T. Fisher Unwin, 1923 (deutsche Ausgabe: „Der Tote in der Badewanne“, auch „Ein Toter zu wenig“)
- Clouds of Witness, Roman. T. Fisher Unwin, 1926 (deutsche Ausgabe: Lord Peters schwerster Fall. Aus dem Englischen übersetzt von Lola Humm-Sernau. Scherz Verlag, Bern 1954.)
- Diskrete Zeugen. Aus dem Englischen übersetzt von Otto Bayer. Rainer Wunderlich, Tübingen 1979.
- Unnatural Death, Roman. Ernest Benn, 1927; in den USA The Dawson Pedigree (deutsche Ausgabe: „Keines natürlichen Todes“)
- The Unpleasantness at the Bellona Club, Roman. Ernest Benn, 1928 (deutsche Ausgabe: „Ärger im Bellona-Club“, auch „Es geschah im Bellona-Club“)
- Lord Peter Views the Body, Kurzgeschichten. Victor Gollancz, 1928 (deutsche Ausgabe: „Der Mann mit den Kupferfingern“)
- Strong Poison, Roman. Victor Gollancz, 1929 (deutsche Ausgabe: „Starkes Gift“, auch „Geheimnisvolles Gift“)
- Five Red Herrings, Roman. Victor Gollancz, 1931; in den USA Suspicious Characters (deutsche Ausgabe: „Fünf falsche Fährten“, auch „Fünf rote Heringe“)
- Have His Carcase, Roman. Victor Gollancz, 1932 (deutsche Ausgabe: „Zur fraglichen Stunde“, auch „Mein Hobby: Mord“)
- Murder Must Advertise, Roman. Victor Gollancz, 1933 (deutsche Ausgabe: „Mord braucht Reklame“)
- Hangman's Holiday, Kurzgeschichten. Victor Gollancz, 1933 (deutsche Ausgabe: „Das Bild im Spiegel“)
- The Nine Tailors, Roman. Victor Gollancz, 1934 (deutsche Ausgabe: „Der Glocken Schlag“, auch „Die neun Schneider“; Hintergrundinformationen: vgl. Wechselläuten)
- Gaudy Night, Roman. Victor Gollancz, 1935 (deutsche Ausgabe: „Aufruhr in Oxford“)
- Busman's Honeymoon, Roman. Victor Gollancz, 1937 (deutsche Ausgabe: „Hochzeit kommt vor dem Fall“, auch „Lord Peters abenteuerliche Hochzeitsfahrt“)
- In the Teeth of the Evidence, Kurzgeschichten. Victor Gollancz, 1939 (deutsche Ausgabe: „Figaros Eingebung“)
- Striding Folly, Kurzgeschichten. New English Library, 1972; postum (keine deutsche Ausgabe dieser Zusammenstellung erschienen)
- Thrones, Dominations, Roman. Hodder & Stoughton, 1998; postum, nach einem unfertigen Manuskript vervollständigt von Jill Paton Walsh (deutsche Ausgabe: „In feiner Gesellschaft. Lord Peters letzter Fall“)

Nach der Vervollständigung von Sayers’ unvollendet gebliebenem Kriminalroman veröffentlichte Walsh bis 2013 noch drei weitere Romane um Lord Peter und Harriet Vane:
- A Presumption of Death, Roman. Hodder & Stoughton, 2002, ISBN 978-0-340-82065-0 (deutsche Ausgabe: „Mord in mageren Zeiten“. Rowohlt, Reinbek 2004, ISBN 978-3-499-23617-4)
- The Attenbury Emeralds, Roman. Hodder & Stoughton, 2010, ISBN 978-0-340-99572-3
- The Late Scholar, Roman. Hodder & Stoughton, 2013, ISBN 978-1-4447-6086-6

## Hörspiele
- 1952: Es geschah im Bellona-Club – Regie: Fränze Roloff (Waldemar Leitgeb (Wimsey); Hans-Martin Koettenich (Bunter)) (HR)
- 1956: Geheimnisvolles Gift – Regie: Wolfgang Schwade (Richard Münch (Wimsey); Carl-Heinz Schroth (Bunter)) (NDR)
- 1960: Der Drachenkopf - Regie: Edward Rothe (Günther Schramm (Wimsey); Walter Grüters (Bunter)) (NDR)
- 1962: Der unerwünschte Gast (6 Teile) – Regie: Erik Ode (Hansjörg Felmy (Wimsey); Herbert Weißbach (Bunter)) (WDR)
- 1965: Der unerwünschte Gast (6 Teile) – Regie: Klaus Groth (Charles Wirths (Wimsey); Hans Timerding (Bunter)) (SR)
- 1966: Glocken in der Neujahrsnacht (4 Teile) – Regie: Otto Kurth (Erik Schumann (Wimsey); Kurt Schmidtchen (Bunter)) (BR)
- 1973: Macht der Finsternis – Bearbeitung und Regie: Edmund Steinberger (Jürgen Jung (Wimsey)) (BR)
- 1974: Das Spiegelbild – Bearbeitung und Regie: Edmund Steinberger (Jürgen Jung (Wimsey)) (BR)
- 1988: Der Mann mit den Kupferfingern – Regie: Jürgen Dluzniewski (Christoph Bantzer (Wimsey)) (NDR)
- 2002: Krimi-Sommer mit Lord Peter. Achtteilige Hörspielreihe – Regie jeweils Klaus Zippel, mit Peter Fricke als Lord Peter Wimsey und Dagmar von Thomas als Erzählerin:
  - 1: Der Mann ohne Gesicht (The Unsolved Puzzle of the Man with No Face) (MDR/SFB/ORB)
  - 2: Der Zank um den Knochen (The Undignified Melodrama of the Bone of Contention) (MDR/SFB/ORB)
  - 3: Die Weinprobe (A Hard-drinking Question of Good Taste) (MDR/SFB/ORB)
  - 4: Die geheimnisvolle Entführung (The Incredible Elopement of Lord Peter Wimsey) (MDR/SWR / SFB / ORB)
  - 5: Das Bild im Spiegel (The Image in the Mirror) (MDR/SFB/ORB)
  - 6: In Ali Babas Höhle (The Adventurous Exploit of the Cave of Ali Baba) (MDR/SWR/SFB/ORB)
  - 7: Das Spukhaus in Merrimans End (The Haunted Policeman) (MDR/SWR/SFB/ORB)
  - 8: Der Pfirsichdieb (Talboys) (MDR/SFB/ORB) (Walter Niklaus (Bunter))